# Staurochaeta
Staurochaeta är ett släkte av tvåvingar. Staurochaeta ingår i familjen parasitflugor.
Kladogram enligt Catalogue of Life och Dyntaxa:
| Staurochaeta | \| \| Staurochaeta albocingulata \| \| \| \| \| \| Staurochaeta grisea \| \| \| \| |
|              | \| \| Staurochaeta albocingulata \| \| \| \| \| \| Staurochaeta grisea \| \| \| \| |
|              | Staurochaeta albocingulata                                                         |
|              |                                                                                    |
|              | Staurochaeta grisea                                                                |
|              |                                                                                    |